# Vina (departement)
Vina är ett departement i Kamerun.   Det ligger i regionen Adamaouaregionen, i den centrala delen av landet, 400 km nordost om huvudstaden Yaoundé. Antalet invånare är 247 427.